# فهرست گیاهان دورکننده آفت
این صفحه دربرگیرندهٔ فهرستی از گیاهان دورکننده (دفع‌کننده) آفات است که به دلیل توانایی آنها در دفع حشرات، نماتدها و دیگر آفات استفاده می‌شود. آنها در کشت همراه به عنوان کنترل آفات در شرایط کشاورزی و باغ و در خانه‌ها استفاده شده‌اند.
برخی از گیاهان به عنوان دورکننده موضعی برای حشرات خون‌خوار، مانند استفاده از اکالیپتوس لیمویی در PMD، اثربخشی نشان داده‌اند، اما تحقیقات ناقص و کاربردهای نادرست می‌تواند نتایج متفاوتی را ایجاد کند.
اسانس بسیاری از گیاهان نیز به دلیل خاصیت دورکنندگی آفات شناخته شده است. روغن‌های خانواده‌های نعنائیان (Lamiaceae)، گندمیان (Poaceae) و کاجیان (Pinaceae) دافع حشرات خون‌خوار رایج در سراسر جهان هستند.